# Glasgow (Kentucky)
Glasgow település az Amerikai Egyesült Államok Kentucky államában. Barren megyében, melynek megyeszékhelye is. Lakosainak száma 15 014 fő (2020. április 1.).

## Népesség
A település népességének változása:

| 2010 | 14 028 |
| 2020 | 15 014 |